# بنتلي لايتون
بنتلي لايتون (بالإنجليزية: Bentley Layton)‏ هو مؤرخ أمريكي، ولد في 12 أغسطس 1941.